# Žerovice
Žerovice (německy Scherowitz) jsou vesnice, část města Přeštice v okrese Plzeň-jih v Plzeňském kraji. Nachází se asi dva kilometry západně od Přeštic. Prochází zde silnice II/230. Žerovice jsou také název katastrálního území o rozloze 6,46 km². V katastrálním území Žerovice leží i Zastávka.

## Historie
První písemná zmínka o vesnici pochází z roku 1325. V roce 1705 odkoupil opat Fintzguth městečko Přeštice, vsi Pohořko a Žerovnice, v té době součást panství Příchovice, od Marie Josefy, říšské hraběnky Lobkovicové a jejího otce hraběte Adama Maxmiliána z Bubna.
Žerovice patří pod římskokatolickou farnost Přeštice.

## Obyvatelstvo
| Rok            | 1869 | 1880 | 1890 | 1900 | 1910 | 1921 | 1930 | 1950 | 1961 | 1970 | 1980 | 1991 | 2001 | 2011 | 2021 |
| -------------- | ---- | ---- | ---- | ---- | ---- | ---- | ---- | ---- | ---- | ---- | ---- | ---- | ---- | ---- | ---- |
| Počet obyvatel | 301  | 398  | 424  | 501  | 573  | 579  | 502  | 478  | 485  | 334  | 263  | 223  | 233  | 219  | 233  |
| Počet domů     | 51   | 65   | 71   | 75   | 89   | 94   | 92   | 122  | 121  | 87   | 78   | 93   | 91   | 97   | 102  |

## Obecní správa
Při sčítání lidu v letech 1850–1976 Žerovice byly samostatnou obcí, se kterým patřily nejprve do okresu Přeštice, ale od roku 1960 v okrese Plzeň-jih. Od 30. dubna 1976 jsou částí města Přeštice v okrese Plzeň-jih.

## Školství
O postavení školy se zasloužil přeštický učitel Václav Sedláček v roce 1905. Plány zhotovili bratři Kovalínové, stavitelé z Prahy, vlastní stavbu provedl zednický mistr z Přeštic František Hodl. Vysvěcení školní budovy se konalo 8. října 1911. Vyučovalo se ve dvou třídách a do školy chodilo 122 žáků. Prvním učitelem byl Josef Mudra. Škola ukončila svoji činnost v roce 1975 a žáci začali chodit do školy v Přešticích.

## Pamětihodnosti
- kaple Navštívení Panny Marie

Na návsi je postaven mezi vzrostlými stromy pomník věnovaný obětem první a druhé světové války. Je veden v Centrální evidenci válečných hrobů pod číslem CZE-3210-05900. Kamenný pomník má tří stupně, v horní části jsou portréty padlých vojínů a reliéf T. G. Masaryka. V nápisu je text:
Památce padlých
vojínů ve vál. letech
1914–1920
Věnováno od občanů v Žerovicích.

Na spodním stupni je text:
PAMÁTCE
OBĚTEM
NACISTYCKÉHO
REŽIMU
1939–1945.